# Okklusion (Meteorologie)

Kaltfrontokklusion (links) und Warmfrontokklusion (rechts), jeweils in mittleren Breiten der Nordhalbkugel

Als Okklusion bezeichnet man in der Meteorologie einen Vorgang in einem dynamischen Tiefdruckgebiet, bei dem dessen Warmsektor durch Vereinigung zweier Fronten vom Boden gehoben wird.
Bei dynamischen Tiefdruckgebieten in mittleren Breitengraden, der Ferrel-Zelle oder Westwindzone, kommt es im Zuge der Zyklogenese zur Ausbildung zweier Fronten, der Warmfront und Kaltfront. Hierbei drehen sich beide Fronten mit dem Tiefdruckgebiet, also gegen den Uhrzeigersinn auf der Nordhalbkugel bzw. im Uhrzeigersinn auf der Südhalbkugel.

## Okklusionstypen

### Kaltfrontokklusion
Bei der Kaltfrontokklusion ist die Luft hinter der Kaltfront kälter als die Luft vor der Warmfront. So werden beide Luftmassen vor der Kaltfront angehoben, da sie durch die höhere Temperatur die geringere Dichte aufweisen. Die Warmfront wird auf der Bodenwetterkarte „überrollt“ und bildet einen Knick zur Linie, die von Okklusion und Kaltfront gebildet wird. In mittleren Breitengraden treten Kaltfrontokklusionen bevorzugt in den Sommermonaten auf.

### Warmfrontokklusion
Umgekehrt bei der Warmfrontokklusion: Hier liegt vor der Warmfront sehr kalte Luft, hinter der Kaltfront nur kühle Luft. Diese gleitet beim Okklusionspunkt wie die Warmfront auf die kalte Luft auf. Die Frontenlinie der Warmfront wird auf der Karte deshalb nicht verändert, Okklusions- und Warmfront bilden eine durchgehende Linie. Durch die kalte Luft vor dem Frontendurchgang wird außerdem der Boden abgekühlt, dadurch ist die Konvektion hinter der Okklusion gering, und es entstehen nur wenige neue Quellwolken. In mittleren Breitengraden treten Warmfrontokklusionen bevorzugt in den Wintermonaten auf.

### Gemeinsamkeiten
In beiden Fällen wird eine Warmfront (rote Linie) von einer schnelleren Kaltfront (blaue Linie) eingeholt. Der Punkt, an dem sie sich zu einer Okklusion vereinigen, wird Okklusionspunkt genannt; ab diesem Punkt existiert nur noch eine Front, die Okklusionsfront (violette Linie). Nahe dem Okklusionskern herrschen schwach umlaufende Winde. Im Randbereich des Kerns kann der Wind Sturmstärke annehmen. Erst in größerem Abstand fällt die Windgeschwindigkeit wieder ab.
Die Temperaturen beider kalter Sektoren (hier: dunkelblau = kalt; hellblau = kühl) unterscheiden sich nur geringfügig, beide sind jedoch kälter als der Warmsektor. Dennoch reicht der Dichteunterschied auch bei kleinem Temperaturunterschied meist aus, um die Okklusion von einer der Fronten dominieren zu lassen.
Ist der Temperaturunterschied aber zu klein bzw. nicht vorhanden, so kann gelegentlich eine solche Dominanz nicht mehr festgestellt werden. Man nimmt dann auch keine begriffliche Unterscheidung mehr vor. Dieses Phänomen kann man auch als dritten Okklusionstyp betrachten.

## Bildbeschreibung
In der Grafik sind die bisher erwähnten Begriffe zusammen mit typischen Wolkentypen und Niederschlagsereignissen dargestellt.
Das erste Teilbild zeigt die gleiche Bodenwetterkarte mit einem gesamten Tiefdruckgebiet. Eine Warmfront wird hier durch Halbkreise an der Frontlinie dargestellt, eine Kaltfront durch Dreiecke und eine Okklusion durch Dreiecke und Halbkreise nebeneinander. Die orangen, horizontalen Trennstriche markieren bestimmte Bereiche des Tiefdruckgebiets, die in den folgenden Teilbildern detaillierter dargestellt sind. Zu beachten ist hierbei, dass ein Tiefdruckgebiet nur in den mittleren Breitengraden und auch nur auf der Nordhalbkugel die dargestellte Form besitzt.
Das zweite Teilbild zeigt einen Schnitt durch das Tiefdruckgebiet bei Linie (b). Hier sind die Fronten noch getrennt, dies ist also der Zustand vor Zustandekommen der Okklusion.
Das Temperaturprofil im dritten Teilbild gehört zum Zustand vor dem Zustandekommen der Okklusion und weist auf ihren Typ hin.
Das vierte Teilbild zeigt einen Schnitt durch das Tiefdruckgebiet bei Linie (a). Es stellt die Okklusion dar, also die Vereinigung beider Fronten.